# فرینارید
فرینارید (به سوئدی: Frinnaryd) یک منطقه مسکونی است که در بخش آنبی شهرستان یونشوپینگ در کشور سوئد واقع شده است. جمعیت فرینارید در پایان سال ۲۰۱۰ بالغ بر ۲۰۴ نفر بوده است.